# William Sherman Jennings

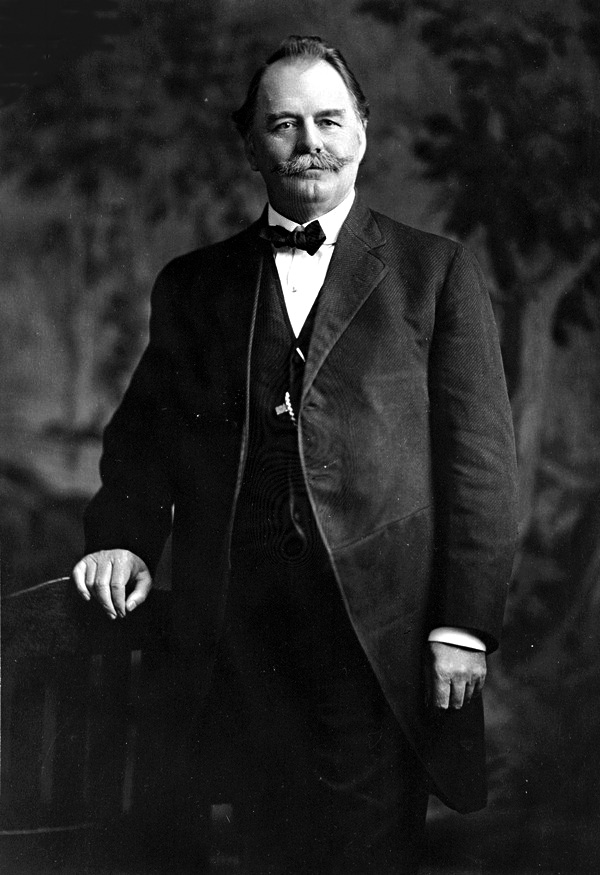
William Jennings

William Sherman Jennings (* 24. März 1863 in Walnut Hill, Marion County, Illinois; † 27. Februar 1920 in St. Augustine, Florida) war ein US-amerikanischer Politiker und von 1901 bis 1905 der 18. Gouverneur des Bundesstaates Florida.

## Frühe Jahre und politischer Aufstieg
William Jennings wuchs in seiner Heimat in Illinois auf. Er besuchte die dortigen Schulen und studierte anschließend in Chicago Jura. Im Jahr 1885 kam er nach Florida, wo er in Brooksville eine Anwaltskanzlei eröffnete. 1888 gehörte Jennings dem Gericht im Hernando County an. 1893 und 1895 wurde er in das Repräsentantenhaus von Florida gewählt; im Jahr 1895 war er Präsident dieser Kammer. Von der Demokratischen Partei als Kandidat nominiert, gewann er im Jahr 1900 die Gouverneurswahlen mit deutlichem Vorsprung gegen den Republikaner Matthew B. MacFarlane.

## Gouverneur von Florida
William Jennings’ vierjährige Amtszeit begann am 8. Januar 1901. Unter seiner Regierung wurde das Vorwahlsystem in Florida geändert. Bis dahin hatten Parteiversammlungen die Kandidaten für öffentliche Ämter bestimmt. Ab jetzt wurden die Kandidaten in Vorwahlen gewählt. Dieses System entspricht der Praxis der amerikanischen Präsidentschaftsvorwahlen, nur auf unterer Ebene. Jennings setzte sich für die Erhaltung des öffentlichen Landes ein. Er unternahm einen Versuch, kleinere Teile der Everglades trockenzulegen und zu besiedeln.
Aufgrund einer Verfassungsklausel durfte Jennings 1904 nicht direkt wiedergewählt werden. Daher schied er am 3. Januar 1905 aus seinem Amt aus. In der Folge wurde er zum Verwalter des staatlichen Fonds zur Verbesserung der Infrastruktur ernannt. Weiterhin war er Mitglied verschiedener Kommissionen. William Jennings starb im Februar 1920. Er war zweimal verheiratet und hatte ein Kind. Ferner war er auch der Cousin des prominenten demokratischen Politikers William Jennings Bryan.